# Teatro aficionado

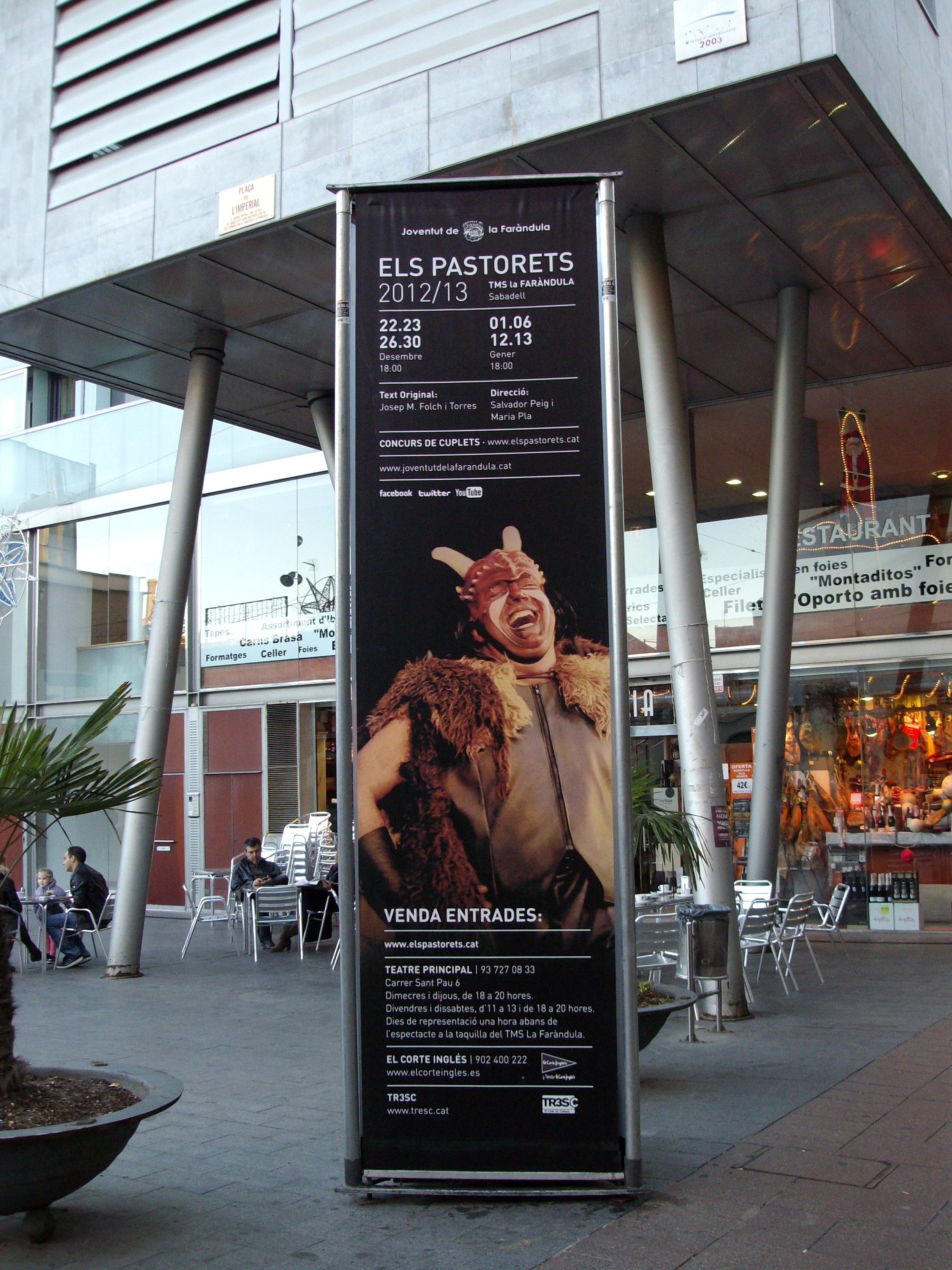
Cartel de "Els Pastorets" del grupo de teatro aficionado Joventut de la Faràndula de Sabadell.

El teatro aficionado o de aficionados, también conocido como teatro amateur, es el teatro realizado por actores no profesionales. El teatro amateur es distinto del profesional o teatro comunitario porque a los artistas no se les suele pagar. Los actores aficionados no suelen ser miembros de sindicatos de actores.

## Ámbito y calidad
Las compañías de teatro amateur pueden realizar obras, musicales, ópera ligera, pantomima o espectáculos de variedades, y desarrollar una actividad tanto social como artística. Las producciones se pueden dar en todo tipo de lugares tanto en aquellos al uso como en los no canónicos: desde recintos al aire abierto, escuelas, ateneos o centros cívicos hasta salas alternativas o teatros profesionales importantes, con una producción e implicación que también puede variar entre la comedia ligera al drama más exigente.
Más que por la calidad, el teatro aficionado se distingue del teatro profesional o comercial sencillamente en que no se recibe remuneración por el trabajo realizado. El que una producción sea amateur o cuente con actores aficionados no significa que no pueda conllevar una gestión económica profesional y con beneficios: por ejemplo para que la compañía pueda dotarse de mejores equipos o al realizar una función benéfica en pro de una tercera entidad.

Otra diferencia es que los actores aficionados normalmente están agrupados o federados en entidades del tercer sector vinculados por cuotas de socio o labores de voluntariado, a diferencia de los actores profesionales que tienen sus propios gremios y estructuras privadas y se rigen por contratos, convenios laborales así como por un código de buenas prácticas propio.

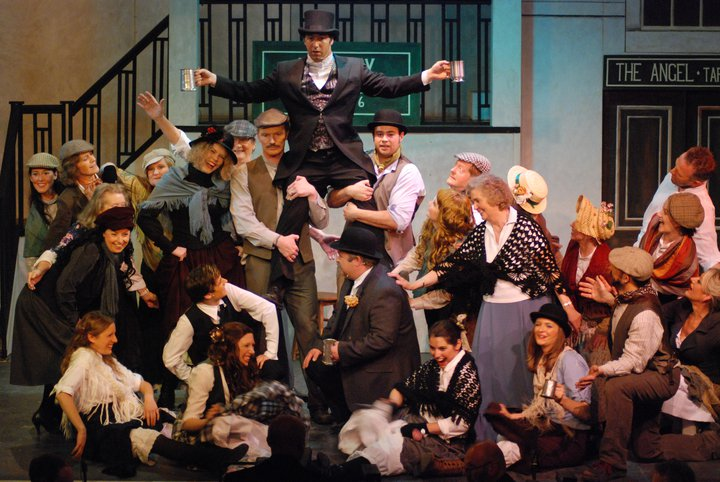
Beeston Musical Theatre Group escenificando My Fair Lady en Nottingham, en 2011.

## Definición e identificación
Existen diversas opiniones sobre la definición de "aficionado" en relación con el teatro. Técnicamente hablando, un "aficionado" es cualquiera que no acepta, o no se le ofrece, dinero por sus servicios. Una interpretación es: "Aquel que carece de las herramientas, habilidad o conocimientos para el desempeño profesional de una función u oficio, como en un arte". Otra es: "Persona que se dedica a un arte, ciencia, estudio o actividad atlética como pasatiempo y no como profesión". Por otro lado se asume como afición aquel estudio, arte, ciencia o actividad deportiva que alguien realiza como pasatiempo o hobbie al margen de su principal profesión.
Es poco probable que un actor aficionado sea miembro de un sindicato de actores, ya que los sindicatos de la mayoría de los países tienen políticas estrictas En Estados Unidos la Actors' Equity Association tiene una finalidad similar: proteger a la industria profesional y a sus artistas.
Mientras que la mayoría de los artistas escénicos profesionales han desarrollado sus habilidades y estudiado su oficio en instituciones de formación reconocidas como la Royal Academy of Dramatic Art (Londres), la Juilliard School (Nueva York) o el National Institute of Dramatic Art (Sídney), los aficionados no suelen tener una formación profesional.
El teatro aficionado (arte dramático amateur) puede definirse como "representaciones teatrales en las que las personas que participan no reciben una remuneración, sino que lo hacen para su propio disfrute". Los eventos teatrales organizados a nivel local proporcionan una fuente de entretenimiento para la comunidad, y pueden ser un pasatiempo divertido y emocionante, con fuertes lazos de amistad formados a través de la participación. Muchos grupos de teatro aficionado rechazan la etiqueta "amateur" y su asociación negativa con "aficionado", prefiriendo denominarse a sí mismos "sociedades dramáticas", "grupos de teatro" o simplemente "actores".
El teatrista y escritor escocés Andrew Mckinnon observó en 2006 que la palabra "amateur" tiene una connotación negativa. Por ello, muchos grupos de aficionados se están rebautizando a sí mismos como grupos "comunitarios".
Existe una gran variedad de teatros dentro del mundo amateur tanto en formato como en calidad, por lo que algunas agrupaciones -aquellas por ejemplo con un nivel profesional pero que no desean participar de circuitos comerciales- no sienten el epíteto de "amateur" como propio, prefiriéndose referirse a ellas mismas en otros términos como asociación dramática o grupos de teatro o simplemente actores.
A este respecto existe un segmento de teatro no comercial como el teatro de cámara, el teatro experimental o el teatro universitario que prefieren autodenominarse como teatro independiente en cuanto que entienden que tanto el teatro aficionado como el profesional siguen las leyes de mercado (llenar sala, rendir cuentas) mientras que estos buscan una tercera vía más cercana a la investigación y al arte por el arte.

## Relación con el teatro profesional
Tanto desde ámbito académico como desde la crítica y el propio gremio se ha tenido -y en algunos ámbitos todavía se tiene- una percepción negativa, de degradación, injerencia y menoscabo del teatro como arte y del sector profesional como medio de vida.

Esta percepción ha ido cambiando en la medida que se ha ido demostrando que el teatro aficionado no sólo no resta público al profesional sino que entra en simbiosis con éste para proporcionarle nuevos públicos, además que el volumen de actores no profesionales es muy superior respecto al de los actores de oficio, por lo que es un nicho de mercado enorme de cara a quien se dedica a la pedagogía o al coaching actoral. Por último, muchos actores profesionales se han iniciado en el oficio y/o encontrado su vocación en grupos aficionados de su barrio o escuela cuando eran jóvenes, incluso niños.
Un ejemplo del volumen y vitalidad del teatro aficionado: en Reino Unido existen más de 2,500 agrupaciones de teatro aficionado que juntas en 2012 sumaron alrededor de 30.000 representaciones.
Actualmente muchas de los colectivos profesionales o del ámbito profesional como puede ser en el caso de España la Academia de las Artes Escénicas o la Sociedad General de Autores y Editores (SGAE) respaldan o colaboran con las federaciones autonómicas y nacionales, incluso recientemente se ha creado en los Premios Max de teatro una categoría propia con que reconocer la labor del sector.

## Los actores y su entorno
El teatro amateur es un ámbito fascinante y diverso, que a menudo sirve como un trampolín para actores novatos y una salida creativa para los entusiastas. La formación de actores dentro de este entorno implica varios elementos.
Los grupos de teatro amateur suelen estar arraigados en comunidades locales. Estos grupos a menudo se forman alrededor de escuelas, universidades, centros comunitarios y organizaciones culturales locales. Prosperan gracias a la participación activa y al apoyo de los miembros de la comunidad que comparten una pasión por el teatro.
Uno de los principales atractivos del teatro amateur es su accesibilidad. A diferencia del teatro profesional, que puede ser altamente competitivo y selectivo, el teatro amateur da la bienvenida a participantes de todos los niveles de habilidad. Esta inclusividad permite que personas que quizás no tengan formación formal o experiencia se involucren y aprendan el oficio.
Muchos grupos de teatro amateur brindan oportunidades de capacitación para sus miembros. Esto puede incluir talleres, clases y ensayos donde los participantes aprenden sobre técnicas de actuación, escenografía, proyección de voz y movimiento. Miembros experimentados o profesionales externos pueden dirigir estas sesiones para ayudar a los actores novatos a desarrollar sus habilidades.
El teatro amateur enfatiza la colaboración. Los actores aprenden unos de otros a través de ensayos y actuaciones grupales. El proceso suele ser democrático, con miembros que contribuyen con ideas y comentarios, fomentando un ambiente de apoyo donde todos pueden crecer juntos.
Sin las presiones comerciales del teatro profesional, los grupos amateurs tienen la libertad de experimentar con diferentes géneros, estilos y guiones. Esta libertad creativa permite a los actores explorar una amplia gama de roles y formas teatrales, desde obras clásicas hasta piezas contemporáneas, e incluso trabajos originales escritos por miembros del grupo.
Las actuaciones regulares son una parte crucial del proceso de aprendizaje en el teatro amateur. Estas pueden variar desde pequeñas reuniones informales hasta producciones más estructuradas en teatros locales. Actuar frente a una audiencia ayuda a los actores a ganar confianza, perfeccionar sus técnicas y recibir comentarios valiosos.
El teatro amateur también es un centro de redes. Los participantes a menudo forman amistades duraderas y conexiones profesionales que pueden llevar a oportunidades adicionales en el teatro y otros campos creativos. El apoyo comunitario es fuerte, con audiencias locales que suelen ser muy leales y alentadoras.
Los grupos de teatro amateur enfrentan desafíos como presupuestos limitados, falta de instalaciones profesionales y el equilibrio entre las actividades teatrales y otros compromisos. Sin embargo, estos desafíos suelen ser enfrentados con creatividad e ingenio. Por ejemplo, los grupos pueden organizar eventos de recaudación de fondos, obtener patrocinios comunitarios o compartir recursos para superar las limitaciones financieras.
Si bien el teatro amateur es principalmente para entusiastas, también puede servir como trampolín hacia carreras profesionales. Muchos actores, directores y dramaturgos profesionales comenzaron sus trayectorias en el teatro amateur, donde perfeccionaron su oficio y ganaron la confianza para seguir una formación formal y oportunidades profesionales.
En esencia, la formación de actores dentro del teatro amateur se caracteriza por una mezcla de pasión, espíritu comunitario y una disposición para aprender y experimentar. Este entorno nutre el talento y fomenta una profunda apreciación por el arte del teatro.

## Teatro aficionado en Alemania
En Alemania, los teatros de aficionados organizados conforme a la ley de asociaciones se agrupan bajo las organizaciones Bund Deutscher Amateurtheater (BDAT) y Bundesarbeitsgemeinschaft Spiel und Theatre (BAG). Además, existe el grupo de trabajo de asociaciones de teatro amateur de habla alemana, así como teatros amateur orientados a dialectos que, por ejemplo, mantienen el idioma bajo alemán, en el norte de la república.
Los teatros de aficionados de la Baja Alemania se agrupan en cuatro asociaciones teatrales: la Amateurtheaterverband Niedersachsen e.V. , la Asociación de Teatro del Bajo Alemán de Baja Sajonia y Bremen (NBB NB), la Asociación de Teatro del Bajo Alemán de Schleswig-Holstein (NBB SH)  y la Asociación de Teatro del Bajo Alemán de Mecklemburgo-Pomerania Occidental (NBB). VM).  El objetivo de la Asociación de Teatro del Bajo Alemán es preservar y cultivar el idioma bajo alemán a través del teatro. La Asociación de Teatro del Bajo Alemán promueve un mayor desarrollo del teatro en bajo alemán, ya que el teatro es el mayor multiplicador del idioma bajo alemán. Los escenarios afiliados a la Asociación de Teatro de la Baja Alemania son independientes y normalmente trabajan bajo dirección profesional. Realizan su trabajo sobre una base idealista y caritativa.

## Federaciones y confederaciones

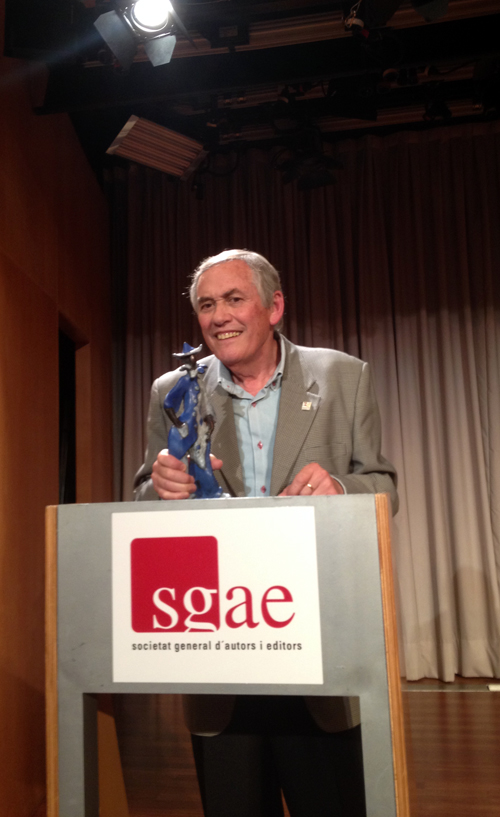
Entrega de los premios Arlequín de la Federación Catalana de Teatro Amateur a Eduardo Araujo, el 9 de noviembre de 2015 en la sede de la SGAE en Barcelona.

Una gran parte del teatro aficionado, en especial aquel que depende de ayudas o espacios de organismos públicos o privados para su actividad regular acaba por constituirse legalmente en una asociación y, a su vez, territorialmente se federan en una estructura mayor para conseguir mayor respaldo institucional y mediático, así como para coordinarse y realizar actividades conjuntamente como festivales y premios. En muchos países existe una sola federación territorial o varias federaciones temáticas, en otros existe una federación a nivel regional o estatal que pueden estar reunidas o no en una confederación nacional. A nivel internacional existe la Asociación Internacional de Teatro Amateur (AITA).
- En Alemania se encuentra el Bund Deutscher Amateurtheater [17]
- En Bélgica está el Opendoek vzw Amateurtheater Vlaanderen[18] (para el teatro en flamenco (neerlandés) y la Interféderale du Théâtre Amateur[19], para el teatro en francés
- En Canadá está la Theatre Canada.
- En el Congo está el Centre du Théãtre Amateur du Congo-Brazzaville.
- En Costa de Marfil está la Union Nationale de Théâtre Amateur.
- En Cuba se encuentra el Centro Nacional Cubano.
- En Dinamarca, el Dansk Amateur Teater Samvirke.[20]
- En República Dominicana, el Centro Dominicano De Teatro Amateur.
- En El Salvador está el Centro de Teatro Amateur de El Salvador.
- En Estonia, el Eesti Harrastusteatrite Liit.[21]
- En España existe la Confederación Escenamateur.[22]
- En Francia, la Fédération Nationale des Compagnies de Théâtre et d’Animation.[23]
- En Gabón, la Fédération gabonaise du théâtre amateur et profesionnel.
- En Islandia se encuentra el Bandalag Íslenskra Leikfélaga.[24]
- En Jamaica, el Jamaican Amateur Theatre Centre.[25]
- En Letonia, la Latvijas Amatieru Teatru Asociacija.
- En Macedonia del Norte, el Teatarska Mladina na  Makeddonija.
- En Marruecos se encuentra la Fédération Nationale du Theâtre Amateur Au Maroc.
- En Portugal, la Federaçao Portuguesa de Teatro Amador.
- En Suecia, el Svenskt Amatörteaterråd.[26]
- En Sudáfrica, The South African National Community Theatre Association SANCTA.
- En Túnez, Fédération Tunisienne de Théâtre Amateur
- En Turquía, la TOBAV.
- En Uganda, el Tender Talents Theatre